# Bahía Espíritus
Bahía Espíritus (Spirits Bay) está situada en el norte de la península Aupouri en la punta norte de Nueva Zelanda en la Isla del Norte. En el límite oeste de la bahía se encuentra el cabo Reinga, desde el cual, de acuerdo a la mitología maorí, los espíritus de los muertos abandonan su viaje después de la vida (de ahí el nombre de la bahía).
La bahía tiene 12 kilómetros de ancho y es una de las dos bahías (la otra es bahía Tom Bowling) en la corta longitud de la costa que marca la punta de la isla Norte.